# Jun Amano
Jun Amano (jap. 天野 純, Amano Jun; * 19. Juli 1991 in Miura) ist ein japanischer Fußballspieler.

## Karriere

### Verein
Amano spielte in der Jugend für die Yokohama F. Marinos und bei der Juntendo-Universität in Tokio. Er begann seine Profikarriere 2014 bei den Yokohama F. Marinos in der J1 League und feierte dort bisher einmal die japanische Meisterschaft. Am 5. Juli 2019 unterschrieb er einen Leihvertrag beim belgischen Zweitligisten Sporting Lokeren. Dabei war Lokeren mit Saisonwechsel in die 2. Division abgestiegen. Es handelt sich hier um die erste Verpflichtung im Ausland von Amano. Nachdem Lokeren 2020 in Insolvenz gegangen war, kehrte er nach der Ausleihe zu den Marinos zurück. Anfang 2022 nahm ihn dann Ulsan Hyundai aus der südkoreanischen K League 1 leihweise für eine Spielzeit unter Vertrag. Dort war er Stammspieler und gewann am Ende die nationale Meisterschaft. Zur Saison 2023 wurde er dann weiter an den Ligarivalen und Vizemeister Jeonbuk Hyundai Motors verliehen. Nach 25 Ligaspielen kehrte er im Januar 2024 nach Japan zurück.

### Nationalmannschaft
Am 11. September 2018 debütierte Amano für die japanische A-Nationalmannschaft in einem Freundschaftsspiel gegen Costa Rica. Beim 3:0-Heimsieg in Osaka wurde der Mittelfeldspieler in der 75. Minute für Shōya Nakajima eingewechselt.

## Erfolge
- Japanischer Meister: 2019
- Südkoreanischer Meister: 2022